# CW Большого Пса
CW Большого Пса (лат. CW Canis Majoris), HD 57802 — двойная затменная переменная звезда типа Алголя (EA) в созвездии Большого Пса на расстоянии приблизительно 1163 световых лет (около 357 парсеков) от Солнца. Видимая звёздная величина звезды — от +8,98m до +8,56m. Орбитальный период — около 2,118 суток.

## Характеристики
Первый компонент — белая звезда спектрального класса A0V.